# هنري دبليو. قاولد
هنري دبليو. قاولد (بالإنجليزية: Henry W. Gould) هو رياضياتي أمريكي، ولد في 26 أغسطس 1928 في بورتسموث في الولايات المتحدة.

## وصلات خارجية
- الموقع الرسمي